# Uwe Becker (Leichtathlet)
Uwe Becker (* 10. Dezember 1955 in Rosche) ist ein ehemaliger deutscher Mittelstreckenläufer.
Bei den Europameisterschaften 1978 in Prag erreichte er über 800 Meter das Halbfinale.
Nach seinem Wechsel auf die 1500-Meter-Strecke wurde er bei den Halleneuropameisterschaften 1980 in Sindelfingen Vierter und gewann 1981 in Grenoble Silber.
1982 wurde er Sechster bei den Europameisterschaften in Athen und 1983 Elfter bei den Weltmeisterschaften in Helsinki. Bei den Olympischen Spielen 1984 in Los Angeles und bei den Weltmeisterschaften 1987 in Rom schied er jeweils im Halbfinale aus.
Dreimal wurde er über 1500 Meter Deutscher Meister (1983–1985) und viermal Deutscher Vizemeister (1979, 1982, 1986, 1987). Neben zwei weiteren Silbermedaillen (800 Meter 1978 und Crosslauf Mittelstrecke 1983) wurde er 1984 außerdem Meister über 5000 Meter und 1985 im Crosslauf auf der Mittelstrecke. In der Halle holte er über 1500 Meter sechsmal den nationalen Titel (1980, 1981, 1983–1985, 1988) und wurde einmal Vizemeister (1986).
Uwe Becker startete für den VfL Wolfsburg.

## Persönliche Bestzeiten
- 800 m: 1:45,9 min, 19. August 1979, Köln
- 1000 m: 2:18,80 min, 28. August 1983, Köln
- 1500 m: 3:34,84 min, 31. August 1983, Koblenz
  - Halle: 3:39,8 min, 2. März 1980, Sindelfingen
- 1 Meile: 3:52,36 min, 25. August 1982, Koblenz
- 2000 m: 5:02,00 min, 20. Juli 1984, München
- 3000 m: 7:51,37 min, 6. September 1983, Ingelheim am Rhein
- 5000 m: 13:51,56 min, 27. Mai 1987, Koblenz